# Lorentzmedaille

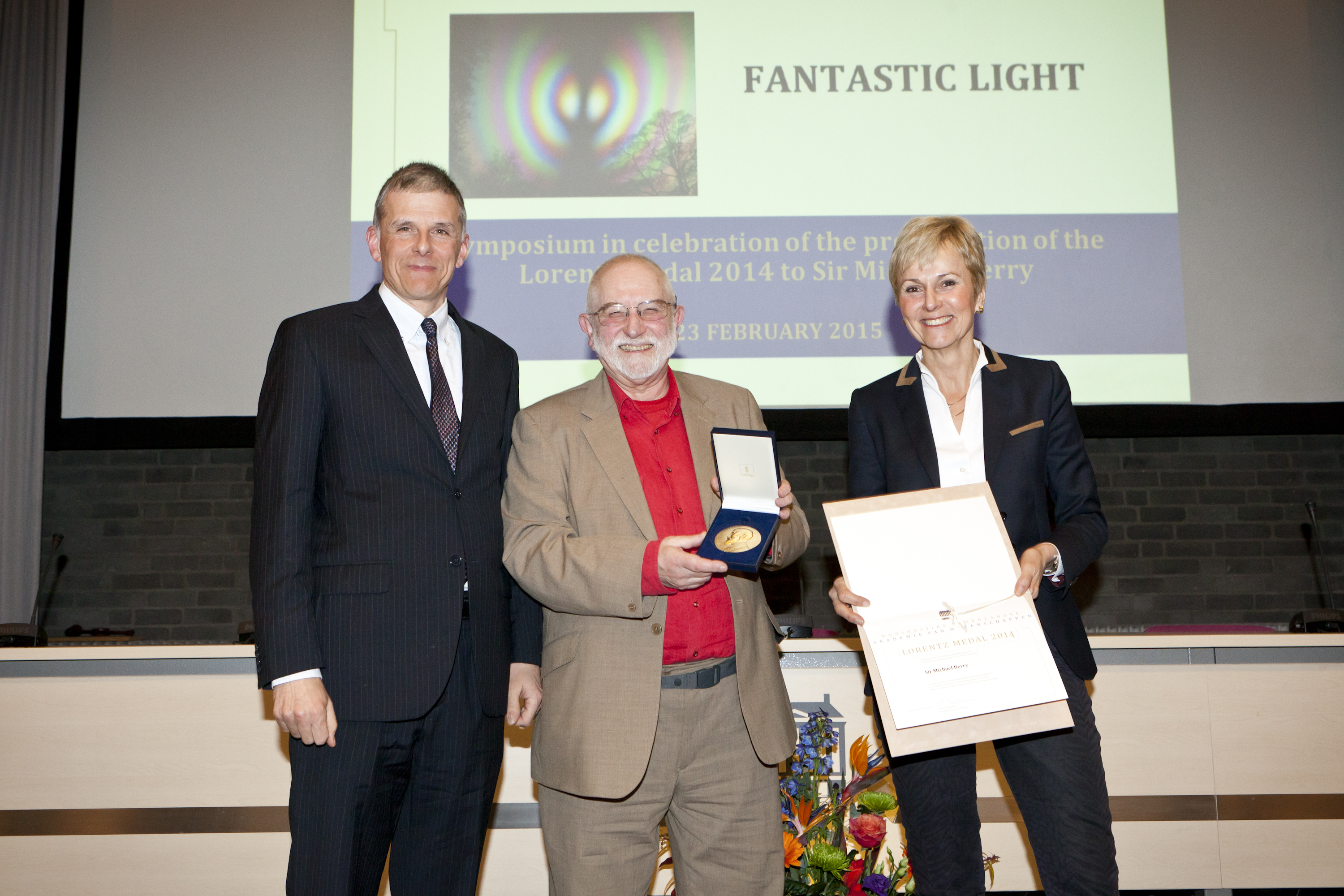
De uitreiking van de Lorentzmedaille aan Michael Berry in 2014

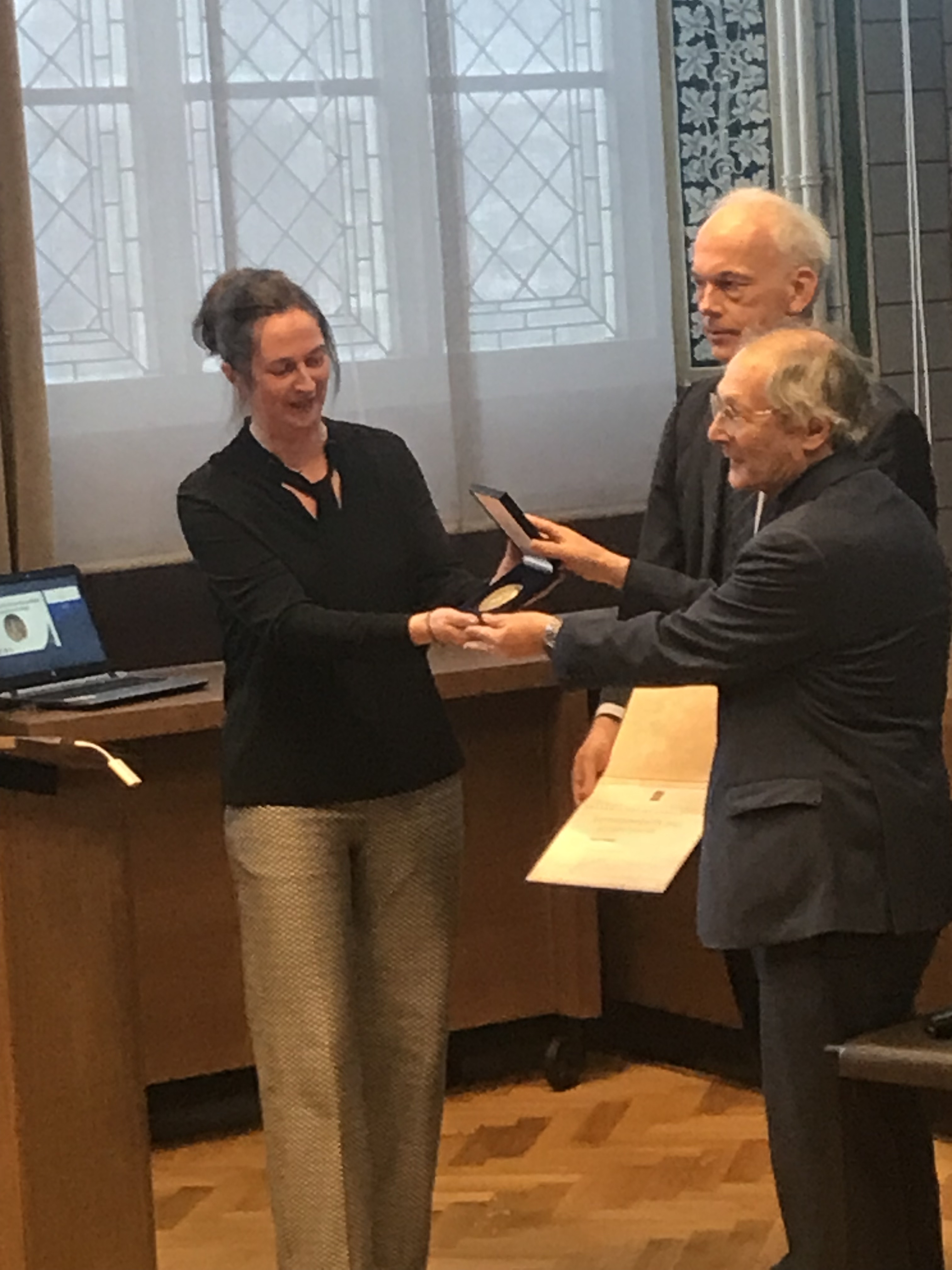
Uitreiking van de Lorentzmedaille aan Daan Frenkel in 2022

De Lorentzmedaille is een wetenschapsprijs die in 1925 is ingesteld ter gelegenheid van het vijftigjarig doctorsjubileum van het Akademielid en Nobelprijswinnaar H.A. Lorentz. De medaille wordt eenmaal per vier jaar toegekend aan onderzoekers op het gebied van de theoretische natuurkunde. Een niet-permanente commissie van de Afdeling Natuurkunde van de KNAW beoordeelt de kandidaten die zijn voorgedragen. De eerste medaille werd in 1927 toegekend aan Max Planck.

## Toekenningen
- 2022 Daan Frenkel, Nederland, werkzaam in Engeland.[1]
- 2018 Juan Martín Maldacena, Argentinië[2]
- 2014 Michael Berry, Verenigd Koninkrijk
- 2010 Edward Witten, Verenigde Staten
- 2006 Leo P. Kadanoff, Verenigde Staten
- 2002 Frank Wilczek, Verenigde Staten
- 1998 Carl E. Wieman en Eric A. Cornell, Verenigde Staten
- 1994 Alexander Polyakov, Verenigde Staten
- 1990 Pierre-Gilles de Gennes, Frankrijk
- 1986 Gerard 't Hooft, Nederland
- 1982 Anatole Abragam, Frankrijk
- 1978 Nico Bloembergen, Verenigde Staten
- 1974 John H. van Vleck, Verenigde Staten
- 1970 George E. Uhlenbeck, Verenigde Staten
- 1966 Freeman J. Dyson, Verenigde Staten
- 1962 Rudolf Peierls, Verenigd Koninkrijk
- 1958 Lars Onsager, Verenigde Staten
- 1953 Fritz London, Verenigde Staten
- 1947 Hendrik Kramers, Nederland
- 1939 Arnold Sommerfeld, Duitsland
- 1935 Peter Debye, Duitsland
- 1931 Wolfgang Pauli, Zwitserland
- 1927 Max Planck, Duitsland

## Weblinks
- Officiële Lorentz Medaille site bij de Koninklijke Akademie
- Lorentz Medaille site bij het Instituut-Lorentz